# Kruiskapel (Schinnen)
De Kruiskapel is een kapel in Schinnen in de gemeente Beekdaelen in de Nederlandse provincie Limburg. De kapel staat aan de Altaarstraat nabij de Moutheuvellaan in het oosten van het dorp.
De kapel is gewijd aan het kruis.

## Geschiedenis
In 1954 werd er hier een rustaltaar gebouwd.
In 1959 werd dit rustaltaar omvergereden door een LTM-bus.
In 1961 werd het bouwwerk herbouwd en op 14 augustus 1961 opnieuw ingezegend.

## Gebouw
De Kruiskapel heeft een zeer open karakter. Ze bestaat uit een gemetselde muur natuurstenen waarop een naar voren uitkragend lessenaarsdak met leien is aangebracht. Aan de voorzijde is tegen de achterwand een altaar gemetseld dat bestaat uit twee rode bakstenen kolommen met ertussen witte steentjes en erop een altaarblad. Boven het altaar is op de achterwand een groot houten kruis bevestigd met hierop een corpus.